# Magaly Solier Romero

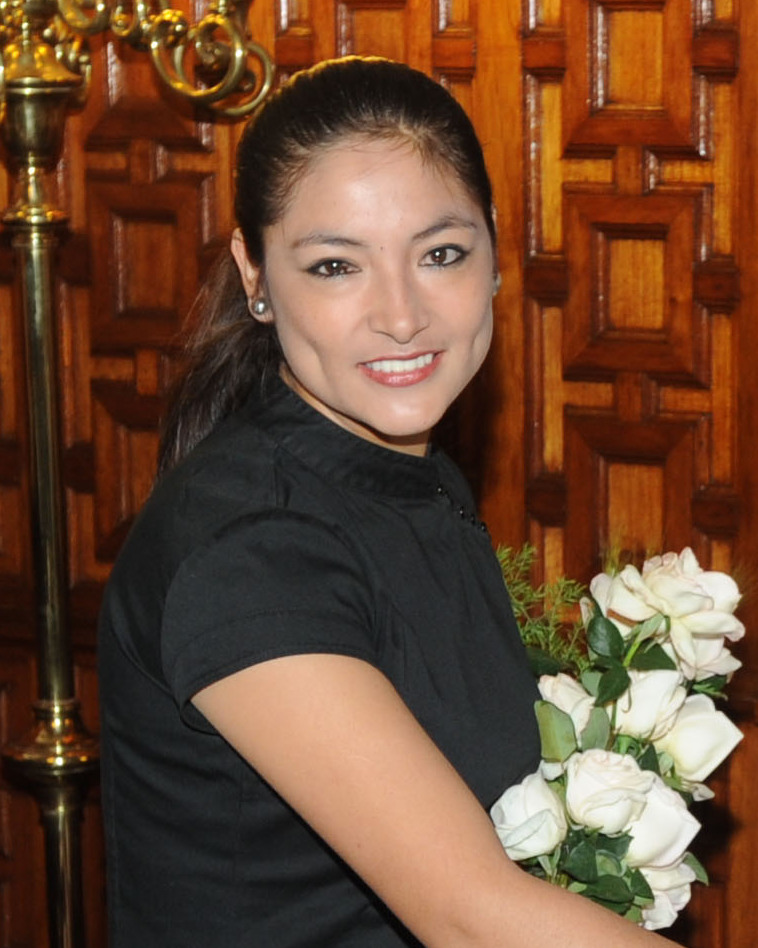
Magaly Solier Romero (2010)

Magaly Solier Romero (* 11. Juni 1986 in Huanta) ist eine peruanische Schauspielerin und Sängerin, die eine Angehörige der Quechua ist.

## Leben
Magaly Solier Romero wurde in der Zeit des bewaffneten Konflikts in Peru in Huanta in der peruanischen Region Ayacucho geboren, wuchs aber in Palmayocc (Quechua: Palmayuq) in der Provinz Huanta auf, einem Dorf mit etwa 70 Häusern. Die ersten Schuljahre verbrachte sie ebenfalls in Palmayocc, ging aber mit zehn Jahren nach Lima, um als Haushälterin zu arbeiten. Sie hielt es dort jedoch nicht aus und kehrte nach wenigen Tagen nach Palmayocc zurück. Sie musste ein Schuljahr wiederholen und ging dann mit ihrer Mutter nach Huanta, wo sie mit dem Ziel, Polizistin zu werden, die Schule abschloss. Als sie 2006 auf dem Hauptplatz der Regionalhauptstadt Huamanga (Ayacucho) Essen verkaufte, um Geld für die Abschlussfahrt nach Cusco zu sammeln, wurde sie von der Regisseurin Claudia Llosa entdeckt und für deren ersten Kinofilm Madeinusa gecastet. 2008 hatte sie eine Nebenrolle in dem Film Dioses.
Als „Fausta“ spielt Solier Romero die Hauptrolle in dem Film Eine Perle Ewigkeit, der den Goldenen Bären auf der Berlinale 2009 gewann. Bei der Preisübergabe sang sie zum Dank in Chanka-Quechua, ihrer Muttersprache.
Neben ihrer Tätigkeit als Schauspielerin betätigt sich Magaly Solier auch als Dichterin und Sängerin. Am 12. März 2009 kam Soliers erste CD Warmi („Frau“) heraus, auf der sie mehrere eigene Lieder vorstellt, in der Mehrzahl auf Chanka-Quechua. Eine zweite CD, Coca Quintucha, kam 2015 heraus.
Magaly Solier übernahm in dem 2017 herausgekommenen Spielfilm Retablo von Álvaro Delgado Aparicio, der Homosexualität behandelt, die Rolle der Anatolia. Magaly Solier war es, die den Regisseur Delgado davon überzeugte, dass der Film nicht auf Spanisch, sondern in der Sprache Ayacuchos, also auf Chanka-Quechua gedreht wurde.

## Privates
Am 10. Juni 2012 heiratete Magaly Solier in Huamanga den aus jener Stadt stammenden Radsportler Erick Plinio Mendoza Gómez und gebar im Februar 2013 ihren ersten Sohn. Im Januar 2015 heirateten Solier und Mendoza in der katholischen Hauptkirche von Huanta kirchlich.

## Filmografie
- 2006: Madeinusa
- 2008: Dioses
- 2009: Eine Perle Ewigkeit (La teta asustada)
- 2009: Altiplano
- 2010: Amador und Marcelas Rosen (Amador)
- 2011: Blackthorn
- 2014: Extirpador de Idolatrías
- 2017: Retablo

## Diskographie
- 2009: Warmi („Frau“)
- 2015: Coca Quintucha